# Elsa Pharaon
Pour les articles homonymes, voir Pharaon (homonymie).
Elsa Pharaon, née en 1973, est une directrice de casting française, spécialisée dans le casting d'enfants.

## Biographie
Elsa Pharaon a grandi à Roubaix, dans le Nord.
Son père est guadeloupéen. Sa mère et issue d'une famille bourgeois du Nord. Elle interrompt ses études aux Beaux-Arts qu'elle effectue à Lille pour assurer le casting enfant du film d’Arnaud Desplechin Comment je me suis disputé… (ma vie sexuelle). Depuis, elle travaille dans le casting.
Elle intervient sur des films où les personnages principaux sont des enfants, des adolescents, ou des profils singuliers que l’on ne trouve pas en agence de comédiens.
Elle réalise le casting d'enfants pour les films de Maïwenn, les acteurs et les actrices pour les films de Mia Hansen-Løve.
C'est elle qui réalise le casting de Rod Paradot, César du meilleur espoir masculin pour le film la tête haute en 2016. Elle réalise aussi le casting d'Oulaya Amamra, César du meilleur espoir féminin pour Divines en 2017.
En 2021, elle réalise le casting du film Ouistreham, réalisé par Emmanuel Carrère, en 2021
En 2022, elle a réalisé la direction de casting de plus de 35 longs métrages dont 16 films primés et plusieurs séries.

## Distinctions
- Meilleure direction de casting, European Casting Director Award, 2016[5]

### Récompenses reçus par des acteurs repérés par Elsa Pharaon
- 2016 : Rod Paradot reçoit le César du meilleur jeune espoir masculin pour son rôle dans La Tête haute[2].
- 2016 : Oulaya Amamra, castée en 2009 pour la première fois, reçoit le César du meilleur espoir féminin pour son rôle dans Divines[6].
- 2018 : Laetitia Clément, castée en 2016 reçoit le Prix du jury de la meilleure comédienne au Festival de La Ciotat pour son rôle dans Luna d'Elsa Diringer et le prix premiers rendez vous au 32e festival du festival du film romantique de Cabourg.
- 2019 : Céleste Brunquell, prix d'interprétation féminine au 28e festival du film de Sarlat pour son rôle dans Les Éblouis de Sarah Suco.

## Direction de casting (uniquement films primés)
- Un jeu d'enfant, Laurent Tuel, 2001
- Les mauvais joueurs, Frédéric Balekdjian, 2005
- Tout est pardonné, Mia Hansen-Løve, 2007
- Le père de mes enfants, Mia Hansen-Løve, 2009
- Je suis heureux que ma mère soit vivante, Claude Miller, 2009
- Un amour de jeunesse, Mia Hansen-Løve, 2011
- Le Skylab, Julie Delpy, 2011
- Holy Motors, Leos Carax, 2011
- Renoir, Gilles Bourdos, 2012
- Left Foot Right Foot, Germinal Roaux, 2012
- La Tête haute, Emmanuelle Bercot, 2015
- L'Avenir, Mia Hansen-Løve, 2016
- Simon et Théodore, Mikael Buch, 2017
- Au poste !, Quentin Dupieux, 2017
- Les éblouis, Sarah Suco, 2019
- Ouistreham, Émmanuel Carrère, 2021